# Liguri Mossulischwili

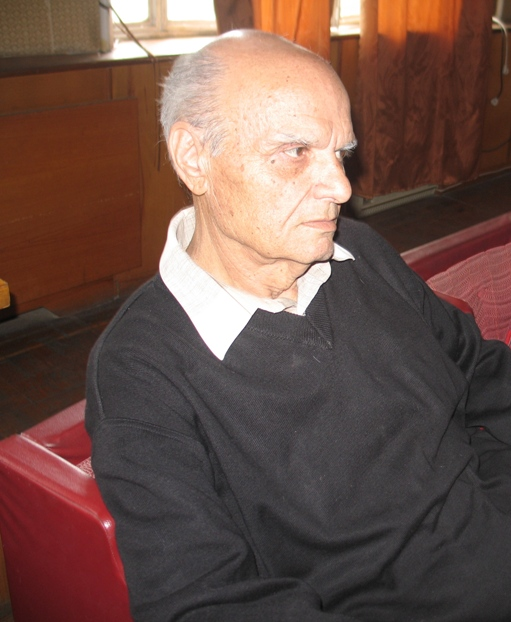
Liguri Mosulishvili (2008)

Liguri Mossulischwili (georgisch ლიგური მოსულიშვილი; * 10. Juni 1933 in Munizipalität Gurdschaani; † 5. April 2010 in Tiflis) war ein georgischer Physiker und Leiter der Biophysikabteilung des Andronikaschwili-Instituts für Physik der Staatlichen Universität Tiflis.

## Leben
Liguri Mossulischwili studierte von 1953 bis 1958 an der Fakultät für Physik der Staatlichen Universität von Tiflis. 1958 nahm er auf Einladung Elewter Andronikaschwilis eine Anstellung als jüngerer Forscher am Andronikaschwili-Institut für Physik an. 1968 wurde er zum Doktor der physikalisch-mathematischen Wissenschaften promoviert. 1985 folgte eine Promotion in Biophysik am Andronikaschwili-Institut für Physik.
Mossulischwili befasste sich mit Problemen der Biowissenschaften, der Ökologie, der Biophysik, der Molekularbiologie, der Kerntechnik, der Experimentalphysik und der Neutronenaktivierungsanalyse.

## Veröffentlichungen
- Micho Mossulischwili (Hrsg.): Episoden vom Leben von Physikern (Ein Notizbuch von Lebenserinnerungen),[2] Saari Verlag, 2010, ISBN 978-99940-60-89-4.
- Liguri Mosulishvili, Nelly Tsibakhashvili, Elene Kirkesali, Linetta Tsertsvadze, Marina Frontasyeva, Sergei Pavlov: Biotechnology in Georgia for Various Applications. Bulletin of the Georgian National Academy of Sciences, Band 2, Nummer 3, 2008.[3]
- L. M. Mosulishvili, E. I. Kirkesali, A. I. Belokobylsky, A. I. Khizanishvili, M. V. Frontasyeva, S. S. Pavlov, S. F. Gundorina: Experimental substantiation of the possibility of developing selenium- and iodine-containing pharmaceuticals based on blue-green algae Spirulina platensis. In: Journal of pharmaceutical and biomedical analysis. Band 30, Nummer 1, August 2002, S. 87–97, PMID 12151068.